# Guelupa
Guelupa (Gelu(g)pa), Gelug (em tibetano, transl. Wylie: dGe-Lugs, significando "virtuoso") ou Gedanpa, também conhecida como Seita do Chapéu Amarelo (Sha-Serva, em tibetano zha ser significa "chapéu amarelo") ou Escola Guelupa do Chapéu Amarelo (em tibetano, transl. Wylie: Zha gser dge lugs pa), é uma das linhagens do Budismo tibetano, fundada por Tsongkhapa. O líder da Escola Guelupa é conhecido como Ganden Tripa e é também o abade do Mosteiro Ganden, fundado por Je Tsongkhapa, e Ganden (dga' idan) é a "seita espiritual" da Guelupa.
Os guelupas são também conhecidos como chapéus amarelos por causa desse adereço usado pelos monges dessa linhagem, um uso que deriva desde a ordem Kadam e adotado por Tsongkhapa. Os seguidores inicialmente se chamaram de novos kadampas pela influência que Tsongkhapa dava aos ensinamentos de Atisha (do qual ele era visto como a reencarnação), mas depois a ordem foi renomeada para Guelupa pelo fundador.

## Criação do Dalai Lama

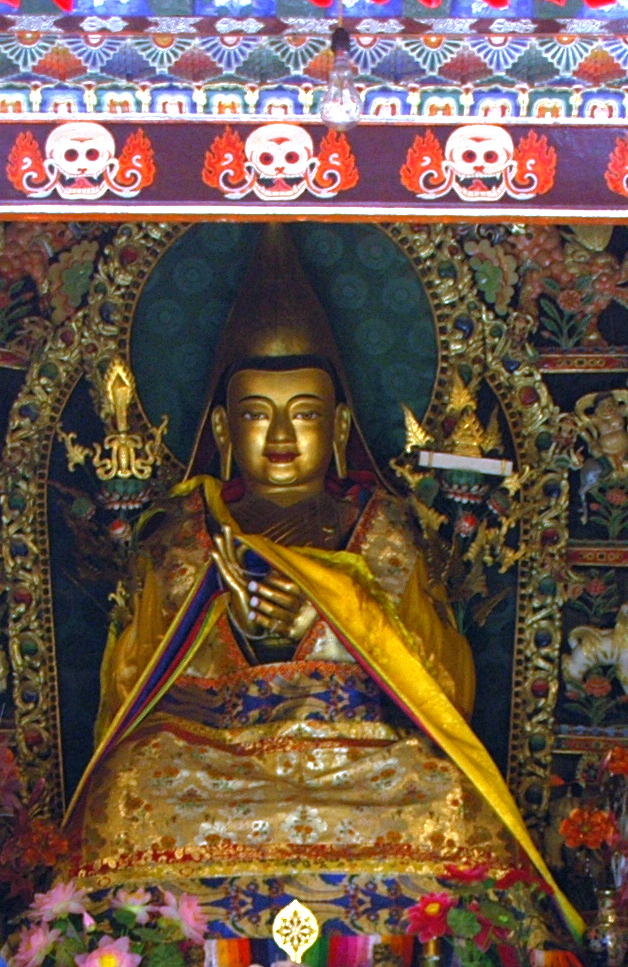
Estátua de Je Tsongkhapa, fundador da seita Guelupa, no altar de seu templo no Mosteiro de Kumbum, perto de Xining, Chingai (Amdo), China. Foto do escritor Mario Biondi, em 7 de julho de 2006

Em 1577 Sonam Gyatso, que foi considerada a segunda encarnação de Gyalwa Gendun Drup, formou uma aliança com o então o mais poderoso líder mongol Altã Cã. Como resultado, Sonam Gyatso foi designado como "Lama" (a tradução para o mongol do nome Gyatso, o que significa oceano), e Gyalwa Gendun Drup e Gendun Gyatso foram postumamente reconhecidos como os 1.º e 2.º Dalai Lamas.
Sonam Gyatso era muito ativo no proselitismo entre os mongóis, e a tradição Guelupa viria a se tornar a principais orientações espirituais dos mongóis nos séculos seguintes. A aliança Guelupa-Mongol foi reforçada após a morte como Sonam Gyatso, com a sua encarnação como bisneto de Altã Cã.
Quando um Dalai Lama falece, o governo do Tibete consulta a autoridade maior da Guelupa, Gaden Tri Rinpoche (sucessor espiritual de Tsongkhapa), dentre outros dignatários da ordem, que decidem qual é a verdadeira nova encarnação.

## Surgimento como a escola dominante
A Guelupa emerge como a escola pré-eminente budista no Tibete desde o final do século XVI, depois de uma a aliança com os mongóis como um poderoso patrono.
No final do século XVI, na sequência de conflitos violentos entre as seitas do budismo tibetano, a escola Guelupa surgiu como dominante. De acordo com o historiador tibetano Samten Karmay, Sonam Chophel  (1595-1657), tesoureiro do Palácio de Ganden, foi o arquiteto principal do crescimento da Guelupa ao poder político. Mais tarde, ele recebeu o título "Desi", que significa regente, pelos seus esforços para estabelecer o poder da seita Guelupa.